# Пливачки рекорди Србије за жене — 50 м
Пливачки рекорди Србије за жене на 50 метарским базенима су најбржа времена која су икад постигле пливачице Србије у дисциплинама које се налазе на програмима олимпијских игара, светских и континнталних првенстава а које ФИНА и ЛЕН воде на листама рекорда у пливању.
Евиденције се тренутно воде у следећих 20 дисциплина:
- Слободно: 50 м, 100 м, 200 м, 400 м, 800 м, 1500 м
- Леђно: 50 м, 100 м, 200 м
- Прсно: 50 м, 100 м, 200 м
- Делфин: 50 м, 100 м, 200 м
- Мешовито:200 м, 400 м
- Штафете: 4 х 100 м слободно, 4 х 200 м слободно, 4 х 100 м мешовито

Дисциплине:
- Мешовито: 100 м и
- Штафете: 4 х 50 м слободно и 4 х 50 м мешовито

ФИНА и ЛЕН воде само на 25. метарским базенима.
Ово је стање пливачких рекорда Србије у женској конкуренцији на 50 метарским базенима на дан 17. јул 2013, а према сајту Пливачког савеза Србије.
| Дисциплина   | Време    | Име                                                                     | Датум           | Место                     | Такмичење                    | Белешка  |
| слободно     | слободно | слободно                                                                | слободно        | слободно                  | слободно                     | слободно |
| ------------ | -------- | ----------------------------------------------------------------------- | --------------- | ------------------------- | ---------------------------- | -------- |
| 50 м         | 25,21    | Мирослава Најдановски                                                   | 28. јул 2009.   | Рим, Италија              | СП 2009.                     |          |
| 100 м        | 54,73    | Мирослава Најдановски                                                   | 10. јул 2009.   | Београд, Србија           | Универзијада                 |          |
| 200 м        | 1:58,87  | Катарина Симоновић                                                      | 26. јун 2016.   | Рим, Италија              |                              |          |
| 400 м        | 4:13,73  | Катарина Симоновић                                                      | 24. јун 2016.   | Рим, Италија              |                              |          |
| 800 м        | 8:46,94  | Ања Цревар                                                              | 15. април 2016. | Београд, Србија           |                              |          |
| 1500 м       | 16:59,63 | Андреа Басараба                                                         | 19. јун 2014.   | Санта Клара, САД          |                              |          |
| леђно        |          |                                                                         |                 |                           |                              |          |
| 50 м         | 28,81    | Марица Стрежмештер                                                      | 22. јул 2009.   | Лас Палмас, Шпанија       |                              |          |
| 100 м        | 1:01,67  | Марица Стрежмештер                                                      | 24. јул 2019.   | Лас Палмас, Шпанија       |                              |          |
| 200 м        | 2:16,66  | Андреа Басараба                                                         | 1. август 2008. | Београд, Србија           |                              |          |
| прсно        |          |                                                                         |                 |                           |                              |          |
| 50 м         | 32,10    | Нађа Хигл                                                               | 8. јул 2009     | Београд, Србија           | Универзијада                 |          |
| 100 м        | 1:07,80  | Нађа Хигл                                                               | 7. јул 2009.    | Београд, Србија           | Универзијада                 |          |
| 200 м        | 2:21,62  | Нађа Хигл                                                               | 28. јул 2009.   | Рим, Италија              | СП 2009.                     | ЕР       |
| делфин       |          |                                                                         |                 |                           |                              |          |
| 50 м         | 27,92    | Данијела Ђикановић                                                      | 4. август 2007. | Београд, Србија           |                              |          |
| 100 м        | 1:02,35  | Наталија Марин                                                          | 15. јул 2016.   | Београд, Србија           |                              |          |
| 200 м        | 2:14,12  | Ања Цревар                                                              | 9. април 2016.  | Ајндховен, Холандија      |                              |          |
| мешовито     |          |                                                                         |                 |                           |                              |          |
| 200 м        | 2:14,41  | Ања Цревар                                                              | 10. јул 2016.   | Ходмезевашархељ, Мађарска | Европско јуниорско првенство |          |
| 400 м        | 4:41,54  | Ања Цревар                                                              | 6. јул 2016.    | Ходмезевашархељ, Мађарска | Европско јуниорско првенство |          |
| штафете      |          |                                                                         |                 |                           |                              |          |
| 4x50 м сло.  | 1:52,37  | ПК Београд А. Миоч Милица Остојић С. Савовић Ј. Николовски              | 30. мај 2009.   | Ваљево, Србија            |                              |          |
| 4x100 м сло. | 4:01,96  | ПК Војводина Данијела Ђикановић Тијана Вукановић И. Тешић Ј. Марјановић | 4. август 2007. | Београд, Србија           |                              |          |
| 4x200 м сло. | 8:53,94  | ПК Београд Ј. Николовски Милица Остојић М. Сеферовић >А. Миоч]]         | 3. август 2007. | Бечеј, Србија             |                              |          |
| 4x50 м меш.  | 2:10,10  | ПК Пролетер Батањац Козловачки Бербаков Турински                        | 21. јул 1988.   | Кикинда, Србија           |                              |          |
| 4x100 м меш. | 4:31,26  | ПК Београд Ј. Николовски Ј Богдановић С. Нухефендић Милица Остојић      | 18. јул 2008.   | Београд, Србија           |                              |          |

1. ↑  Пливачи рекорди на сајту Пливаког савеза Србије, Приступљено 17. 7. 2013.